# 竹内美宥
竹内 美宥（たけうち みゆ、1996年〈平成8年〉1月12日 - ）は、日本の歌手、音楽家、クリエイター、YouTuber。東京都出身。慶應義塾大学環境情報学部卒業。女性アイドルグループ・AKB48の元メンバー。2024年2月23日よりMIYUMIYU名義として活動。

## 略歴
2004年
- スターダストプロモーションに所属[6]。
- 8月11日、同社のアーティストlittle by little「雨上がりの急な坂道」のPVで芸能界デビュー。

2007年
- 12月、日本テレビのオーディション番組『歌スタ!!』で、少女ファッション雑誌『ピチレモン』（学研パブリッシング）との連動で女性アイドル「ピチレモンユニット」が企画される。竹内は選考曲としてプリンセス プリンセスの「Diamonds」で臨み、審査員のDJ UTOから合格札を獲得するものの[7]、ユニットメンバーには選抜されなかった。竹内と同様に選抜されなかった安倍川緑、福留仁菜、吉田萌美とともに「裏ピチモ・ユニット」を結成して、デビューへの機会を与えられた[要出典]。

2008年
- 2月、『歌スタ!!』で、「裏ピチモ・ユニット」が最終プレゼンに臨み、合格した。本命の「ピチレモンユニット」が不合格となった結果、「敗者復活」デビューとなった[8]。
- 4月、ユニット名が「フルーツ」に決定する。
- 7月、1stシングル「恋のセゾン」でデビュー。

2009年
- 7月、「フルーツ」活動停止を発表[9]。
- 9月20日、『AKB48 第六回研究生（9期生）オーディション』に合格。

2010年
- 7月10日、研究生ユニット「ミニスカート」発表。
- 7月18日、デビュー曲「ミニスカートの妖精」披露。
- 12月8日、『AKB48劇場5周年特別記念公演』において、同期の大場美奈、島崎遥香、島田晴香、永尾まりや、中村麻里子、森杏奈、山内鈴蘭とともに、正規メンバーへの昇格が発表された。ただし既存チームに空き枠がなかったため、その後は正規メンバー56人に含まれながら所属はチーム研究生のままで、場合によっては研究生扱いにもなった。また、昇格に伴いそれまで正規メンバー最年少だった奥真奈美に代わって竹内が正規メンバー最年少となった[注 2]。

2011年
- 6月6日、TOKYO DOME CITY HALLで開催された『「見逃した君たちへ」〜AKB48グループ全公演〜』・ひまわり組 1st Stage「僕の太陽」公演において、チーム研究生に留め置かれていた他の正規メンバーとともにチーム4を結成することが発表された[10]。

2012年
- 3月24日、コンサート『業務連絡。頼むぞ、片山部長! inさいたまスーパーアリーナ』2日目公演において、岩田華怜ら竹内より年少の研究生4名の昇格が発表されたため、正規メンバー最年少ではなくなった[11]。
- 3月25日、コンサート『業務連絡。頼むぞ、片山部長! inさいたまスーパーアリーナ』3日目公演において、オー・エンタープライズへの移籍打診があったことが発表された[12][13]。
- 5月2日 - 5月14日、『AKB48 ネ申テレビ』の企画で撮影した写真作品が、第86回国展写真部入選を果たし、同じく入選となった入山杏奈とともに国立新美術館に作品が展示される[14]。
- 5月23日に発売された26thシングル「真夏のSounds good !」において初めて表題曲の選抜入りを果たす[15]。
- 8月24日、『AKB48 in TOKYO DOME 〜1830mの夢〜』初日公演において、チーム再編に伴うチームBへの異動とチーム4の消滅が発表された[16][17]。
- 9月18日に開催された『AKB48 29thシングル選抜じゃんけん大会』では7位で、選抜入りを果たす[18]。
- 11月1日、チームBに異動[19]。
- 11月3日、チームBウェイティング公演のスターティングメンバーとして新チームでの活動を開始する[20]。

2013年
- 10月、慶應義塾大学環境情報学部に合格する[21][22]。

2014年
- 5月16日より個人YouTubeチャンネルを開設。カバー曲の配信を開始する。

2018年
- 6月15日から8月31日まで放送された日韓オーディション番組『PRODUCE 48』に練習生として参加。最終選考まで残ったが、最終順位17位。
- 9月4日、YouTubeとSHOWROOMの生配信でAKB48から卒業することを発表した[23][24]。
- 9月24日、11月28日発売のAKB48の54thシングル「NO WAY MAN」で、6年ぶりにAKB48のシングル表題曲の選抜メンバーとなることが発表された[25]。
- 12月25日の井上ヨシマサプロデュース「神曲縛り」公演の千秋楽において卒業公演が行われた[26]。AKB48としての活動は、2019年5月6日の「NO WAY MAN」発売記念大握手会で終了した[27]。
- 12月31日をもって、所属事務所のオー・エンタープライズとの契約が終了[28]。

2019年
- 3月8日、韓国の芸能事務所 MYSTIC Entertainment（現・MYSTIC STORY[29]）と専属契約を結んだことを発表した[30]。
- 10月23日、韓国のアーティストのユン・ジョンシンの音楽プロジェクト「月刊ユン・ジョンシン」10月号「私のタイプ」をリリース[31]。

2021年
- 2月24日、「月刊ユン・ジョンシン」2月号「秘密の想い」をリリース。月刊ユン・ジョンシンへの参加は二度目となる。
- 5月3日、MYSTIC STORYとの専属契約を終了したことを公表[32]。

2024年
- 2月23日、自ら作詞作曲から演奏、レコーディング、映像制作に至るまで手掛けた「まとめ」を配信リリースし、同時にアーティスト名をMIYUMIYUとして活動する[5]。

## 人物
- 2歳からピアノを習っており、3歳から中学2年生までクラシックバレエを習っていた[33]。
- 写真撮影が趣味で、一眼のデジタルカメラを3台所有している[34][35]。
- 高校時代は早稲田塾へ通っていた[36]。

### AKB48
- AKB48のオーディションを受けるきっかけは「10年桜」を聞き、歌詞に共感してAKB48について調べたこと[37]。
- タカラトミーのアーケードゲーム『プリティーリズム・ミニスカート』とのコラボレーションのため結成された「ミニスカート」（AKB48研究生から竹内、森、島田が選抜）のメンバー[38]。

## AKB48での参加楽曲

### シングル選抜楽曲
- 「ポニーテールとシュシュ」に収録
  - 僕のYELL - 「シアターガールズ」名義
- 「チャンスの順番」に収録
  - フルーツ・スノウ - 「チーム研究生」名義
- 「桜の木になろう」に収録
  - 黄金センター - 「チーム研究生」名義
- 「Everyday、カチューシャ」に収録
  - 人の力 - 「アンダーガールズ」名義
  - アンチ - 「チーム研究生」名義
- 「風は吹いている」に収録
  - Vamos - 「アンダーガールズ ばら組」名義
  - 蕾たち - 「チーム4+研究生」名義
- 「上からマリコ」に収録
  - 走れ!ペンギン - 「チーム4」名義
- 「GIVE ME FIVE!」に収録
  - ユングやフロイトの場合 - 「スペシャルガールズC」名義
- 真夏のSounds good !
- 「ギンガムチェック」に収録
  - あの日の風鈴 - 「ウェイティングガールズ」名義
- 「UZA」に収録
  - 次のSeason - 「アンダーガールズ」名義
  - 正義の味方じゃないヒーロー - 「Team B」名義
- 永遠プレッシャー
- 「So long !」に収録
  - そこで犬のうんち踏んじゃうかね? - 「梅田TeamB」名義
- 「さよならクロール」に収録
  - ロマンス拳銃 - 「Team B」名義
- 「ハート・エレキ」に収録
  - Tiny T-shirt - 「Team B」名義
- 「前しか向かねえ」に収録
  - 秘密のダイアリー - 「Baby Elephants」名義
- 「ラブラドール・レトリバー」に収録
  - Bガーデン - 「Team B」名義
- 「希望的リフレイン」に収録
  - ロンリネスクラブ - 「Team B」名義
- 「唇にBe My Baby」に収録
  - 金の羽根を持つ人よ - 「Team B」名義
- 「翼はいらない」に収録
  - 恋をすると馬鹿を見る - 「Team B」名義
- 「ハイテンション」に収録
  - Better
- 「Teacher Teacher」に収録
  - 新しいチャイム - 「Team B」名義
- NO WAY MAN

### アルバム選抜楽曲
『ここにいたこと』に収録
- High school days - 「チーム研究生」名義
- ここにいたこと - 「AKB48+SKE48+SDN48+NMB48」名義

『1830m』に収録
- 恋愛総選挙 - 「YM7」名義
- 直角Sunshine - 「チーム4」名義
- 青空よ 寂しくないか? - 「AKB48+SKE48+NMB48+HKT48」名義

『次の足跡』に収録
- ぽんこつブルース
- 悲しき近距離恋愛 - 「Team B」名義

『ここがロドスだ、ここで跳べ!』に収録
- To goで - 「倉持Team B」名義

『0と1の間』に収録
- ミュージックジャンキー - 「Team B」名義

### その他の参加楽曲
シングルCD「初恋は実らない」（おじゃる丸シスターズ名義、2011年5月11日）に収録
- 初恋は実らない（NHKアニメ「おじゃる丸」第14シリーズ（2011年）のエンディング・テーマ）
- かたつむり〜おじゃる丸シスターズ・バージョン〜 （おぐまなみが歌った第13シリーズエンディング・テーマをカバーしたもの）

### 劇場公演ユニット曲
チーム研究生 Stage「アイドルの夜明け」公演
- 残念少女

チーム研究生 Stage「恋愛禁止条例」公演
- 黒い天使

チーム研究生 Stage「シアターの女神」公演
- 初恋よ こんにちは

チームB 5th Stage「シアターの女神」公演
- ロマンスかくれんぼ（前座ガール）
- 初恋よ こんにちは（渡辺麻友のアンダー）
- ロッカールームボーイ（近野莉菜のアンダー）

チームA 6th Stage「目撃者」公演
- ミニスカートの妖精（前座ガールズ）

高橋みなみの全員曲アンダー
チームK 6th Stage「RESET」公演
- 檸檬の年頃（前座ガールズ）
- 心の端のソファー（大島優子のアンダー）

大場チーム4「僕の太陽」公演
- ヒグラシノコイ

梅田チームB ウェイティング公演
- 君のc/w（チームサプライズ 「重力シンパシー」公演）
- 涙に沈む太陽（チームサプライズ 「重力シンパシー」公演、柏木由紀のアンダー）

倉持チームB「パジャマドライブ」公演
- 純情主義

木﨑チームB「ただいま 恋愛中」公演
- Faint（渡辺美優紀のアンダー）※渡辺美優紀の兼任終了（NMB48卒業）後はレギュラーポジションに

リバイバル公演「僕の太陽」公演
- ヒグラシノコイ（大和田南那、村山彩希のスタンバイ）

## ソロ作品

### 韓国
- 내타입（私のタイプ）（2019年10月23日） - 月刊ユンジョンシン2019年10月号として配信[39]。日本・香港のiTunesK-POPチャートで最高8位を記録した[40][41]。2019年10月31日には日本語版が配信される[42]。

## 参加作品
| 楽曲名                  | リリース日    | アーティスト名義 | 収録作品名          | 週間 最高順位 | 販売形態  | レーベル                  | 商品コード                                | 備考                                              |
| ----------------------- | ------------- | ---------------- | ------------------- | ------------- | --------- | ------------------------- | ----------------------------------------- | ------------------------------------------------- |
| およげ!たいやきくん     | 2015年9月30日 | 稲垣潤一         | 男と女5             | 43位          | CD        | ユニバーサルミュージック  | UICZ-4333                                 |                                                   |
| 君に届け 3月9日         | 2017年9月27日 | コバソロ         | これくしょん        | -             | CD+DVD CD | VAP                       | VPCC-80691（初回盤） VPCC-81960（通常盤） | カバーアルバム                                    |
| NEKKOYA (PICK ME)       | 2018年5月10日 | PRODUCE 48       | NEKKOYA (PICK ME)   | -             | 配信限定  | Stone Music Entertainment | -                                         | 韓国のオーデション番組 「PRODUCE 48」のテーマ曲。 |
| 다시 만나（また会おう） | 2018年8月18日 | PRODUCE 48       | 30 Girls 6 Concepts | -             | 配信限定  | Stone Music Entertainment | -                                         |                                                   |
| We Together             | 2018年9月1日  | PRODUCE 48       | PRODUCE 48 - FINAL  | -             | 配信限定  | Stone Music Entertainment | -                                         | メインボーカル担当                                |
| BABY I LOVE U           | 2019年2月20日 | コバソロ         | これくしょん2       | -             | CD        | VAP                       | VPCC-86231                                | カバーアルバム                                    |
| Sentimental             | 2021年12月1日 | Night Tempo      | Ladies In The City  | -             | CD        | ユニバーサルミュージック  | UICE-1211                                 |                                                   |

## 出演

### テレビドラマ
- マジすか学園 最終話（2010年3月26日、テレビ東京） - 馬路須加女学園生徒 役
- マジすか学園2 第8話 - 最終話（2011年6月3日 - 7月1日、テレビ東京） - ミユ 役
- マジすか学園3 第5話 - 最終話（2012年8月17日 - 10月5日、テレビ東京） - ミユ 役（２とは別人）
- So long ! 第3夜（2013年2月13日、日本テレビ） - 大久保夏海 役

### テレビアニメ
- AKB0048（2012年4月29日 - 7月22日） - 柳川葉月 役
- AKB0048 next stage（2013年1月5日 - 3月30日） - 柳川葉月 役

### その他のテレビ番組
- PRODUCE 48（2018年6月15日 - 8月31日、Mnet・BSスカパー!） - 日韓合同のオーディション番組
- M COUNTDOWN（2018年5月10日・8月23日、Mnet） - 韓国の公開音楽番組[注 3]

### ラジオ
- AKB48 今夜は帰らない…（2013年9月30日 - 2015年9月28日、CBCラジオ） - 岩田華怜・武藤十夢とともに7代目パーソナリティ
- AVA presents 竹内美宥・石川界人のMusic Creative!（2017年7月8日 - 9月30日、文化放送・超!A&G+・AG-ON Premium）

### 映画
- 死にぞこないの青（2008年8月30日公開、ザナドゥー） - 木津美宥 役
- 好夏Zerφ4 もしもし星（2008年公開、アトリー） - 主演[45]
- 劇場版 私立バカレア高校（2012年10月13日公開、ショウゲート） - 優佐のぞみ 役
- 眠り姫 Dream On Dreamer（2014年5月31日公開、サンブリリアント） - 神宮寺柊 役

### 舞台
- ダンスレボリューション〜ホントのワタシ〜（2013年9月10日 - 16日、築地ブディストホール） - 主演・いろは 役[46]

### ゲーム
- プリティーリズム・ミニスカート（2010年10月 - 2011年12月） - 「ミニスカート」の一人としてCG化され、シーズン2からシーズン6まで[要出典]プレイヤーキャラクターとして選択可能であった[47][48][49]。

### CM
- なかよし（2007年、講談社）

### PV
- little by little「雨上がりの急な坂道」（2004年8月11日）

### ライブ
- MCU（2006年）

### イベント
- 東京おもちゃショー2010（2010年7月18日、東京ビッグサイト）

### ウェブ連載
- 三井住友銀行『Money VIVA』（2019年3月6日 - ） -  「山あり谷あり！平成から学ぶ ツンデレ経済学」[50]

## 書籍

### 雑誌
- ニューズウィーク（日本版）（2014年2月4日号）
- サウンド・デザイナー（2015年7月号 - 2018年12月号、サウンド・デザイナー）- 連載コラム「宅録ミユジック日記」

### カレンダー
- 竹内美宥 2012年カレンダー（2011年11月19日、ハゴロモ）
- 卓上 竹内美宥 2013年カレンダー（2012年12月7日、ハゴロモ）
- 卓上 竹内美宥 2014年カレンダー（2013年12月6日、ハゴロモ）